# Andrzej Sosnowski (poeta)

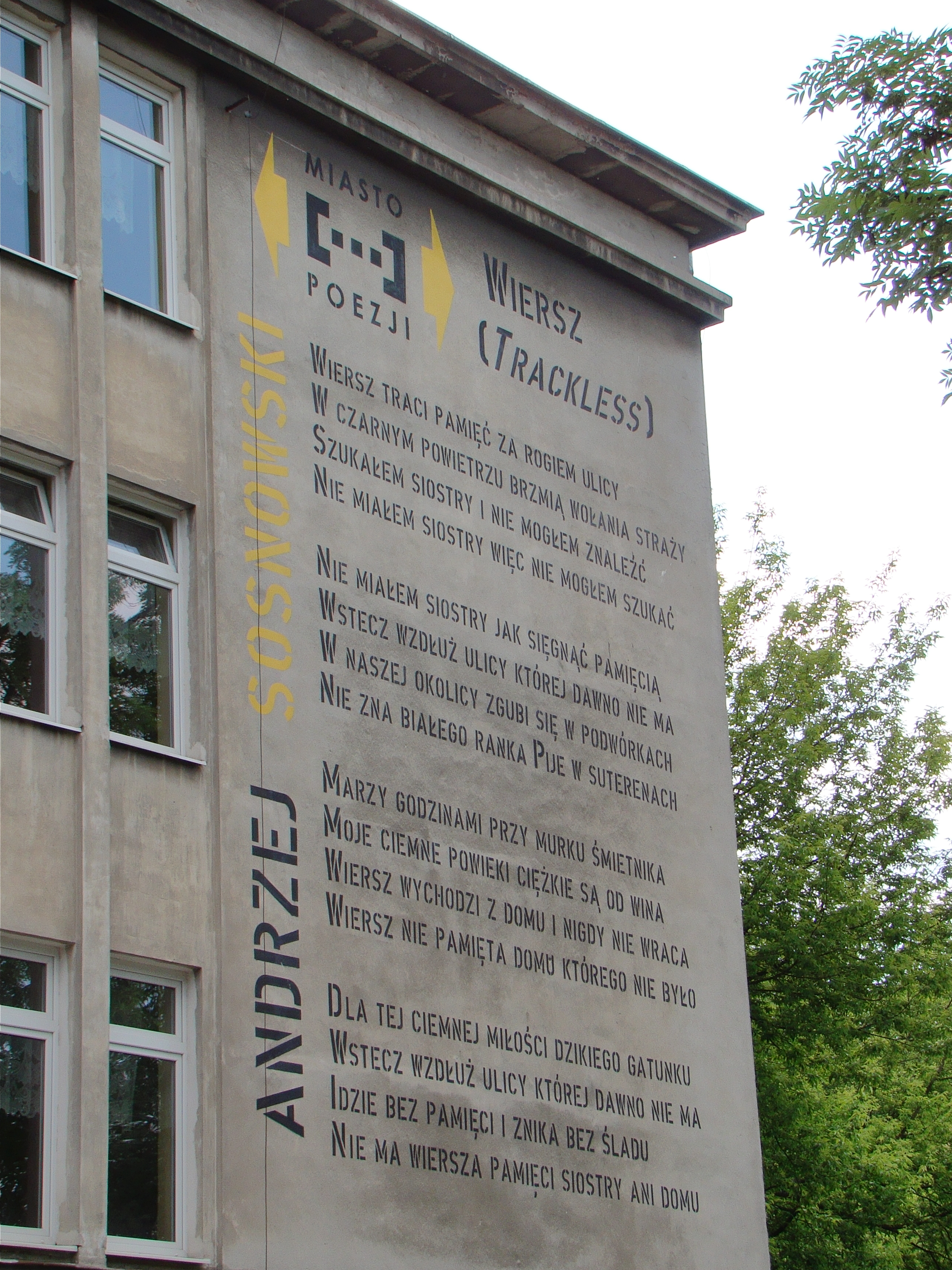
Utwór Andrzeja Sosnowskiego pt. Wiersz (Trackless) jako mural na ścianie gimnazjum w Lublinie, fot. 2016 r.

Andrzej Sosnowski (ur. 29 maja 1959 w Warszawie) – polski poeta i tłumacz, wnuk Władysława Kozłowskiego. Redaktor „Literatury na Świecie”.
Poeta posługiwał się pseudonimami: Earthling, Mikołaj Siwecki, Andrzej Ziemiańczyk, Andrzej Ziemiański.

## Życiorys
Ukończył anglistykę na Uniwersytecie Warszawskim. Laureat m.in. Nagrody im. Kościelskich, Nagrody Literackiej Gdynia, Wrocławskiej Nagrody Poetyckiej „Silesius” i nagrody miesięcznika „Odra”. Wydał kilkanaście tomów wierszy, dwa prozy; tłumaczył m.in. takich autorów, jak Ezra Pound, John Ashbery, Elizabeth Bishop, John Cage, Ronald Firbank, Harry Mathews. Poezja Andrzeja Sosnowskiego, posługująca się wielowarstwową metaforyką, uważana jest powszechnie przez krytyków za unikatowe zjawisko we współczesnej polskiej literaturze. Jest członkiem Stowarzyszenia Pisarzy Polskich. Nominowany do Nagrody Literackiej Nike 1998 za Stancje. W 2008 roku jego książka pt. Po tęczy otrzymała Wrocławską Nagrodę Poetycką Silesius 2008 na festiwalu literackim Port Literacki Wrocław, a także była nominowana do Nagrody Literackiej Nike. Za książkę Najryzykowniej był nominowany do Nagrody Literackiej Gdynia 2008 w kategorii eseistyka. Laureat „Nagrody Osobnej” – specjalnego wyróżnienia Nagrody Literackiej Gdynia w 2011. W 2013 otrzymał Nagrodę Literacką Gdynia za tom Sylwetki i cienie. Laureat Wrocławskiej Nagrody Poetyckiej „Silesius” 2017 za całokształt twórczości. W 2024 Elementaże znalazły się w finałowej siódemce Nagrody Literackiej Nike.

## Poezja
- Życie na Korei, Warszawa: Przedświt, 1992
- Dom bez kantów (House Without Corners), Chicago: The Movable Feast Press, 1992 (z Tadeuszem Piórą i Kubą Koziołem).
- Sezon na Helu, Lublin: Stowarzyszenie Literackie „Kresy”, 1994
- Oceany, Wrocław: Wydawnictwo Pomona, 1996
- Stancje, Lublin: Stowarzyszenie Literackie „Kresy”, 1997
- Cover, Legnica: Centrum Sztuki – Teatr Dramatyczny, 1997
- Zoom Kraków: Wydawnictwo Zielona Sowa, 2000
- Wiersze, Legnica: Biuro Literackie, 2001 (wiersze wybrane)
- Taxi, Legnica: Biuro Literackie 2003
- Gdzie koniec tęczy nie dotyka ziemi, Wrocław: Biuro Literackie 2005
- Dożynki, Wrocław: Biuro Literackie 2006
- Po Tęczy, Wrocław: Biuro Literackie 2007
- Dla tej ciemnej miłości dzikiego gatunku Poznań: WBPiCAK 2008 (wybór wierszy)
- Poems, Wrocław: Biuro Literackie 2010
- Sylwetki i cienie, Wrocław: Biuro Literackie 2012
- Zmienia to postać legendarnych rzeczy, WBPiCAK 2015 (wybór wierszy)
- Dom ran, Wrocław: Biuro Literackie 2015
- Trawers, Stronie Śląskie, Biuro Literackie 2017[11]

## Proza
- Nouvelles impressions d’Amerique, Warszawa: Przedświt 1994
- Konwój. Opera, Wrocław: Wydawnictwo Pomona, 1998
- Elementaże, Wrocław, Fundacja na rzecz Kultury i Edukacji im. Tymoteusza Karpowicza 2023[12]

## Inne
- Warszawa, Warszawa: WIG Press 2005 (album fotograficzny przygotowany wraz z Markiem Atkinsem i Tadeuszem Piórą)
- Najryzykowniej, zbiór szkiców i impresji krytycznych z lat 1991–2003, Wrocław: Biuro Literackie 2007
- Trop w trop. Rozmowy z Andrzejem Sosnowskim Wrocław: Biuro Literackie 2009

## Tłumaczenia
- John Ashbery No i wiesz, Warszawa–Duszniki Zdrój 1993 (razem z Piotrem Sommerem i Bohdanem Zadurą)
- Ronald Firbank Zdeptany kwiatuszek, Warszawa: PIW 1998
- Jane Bowles Dwie poważne damy, Warszawa: PIW 2005
- Harry Mathews Osobne przyjemności, Wrocław: Biuro Literackie 2008 (z Kubą Koziołem i Tadeuszem Piórą)[13]
- Raymond Roussel Dokumenty mające służyć za kanwę, Wrocław: Biuro Literackie 2008[14]
- Ronald Firbank Studium temperamentu, Wrocław: Biuro Literackie 2009 (z Grzegorzem Jankowiczem)[15]
- Maurice Blanchot Tomasz Mroczny. Szaleństwo dnia, Wrocław: Biuro Literackie 2009 (z Anną Wasilewską)[16]
- John Ashbery Cztery poematy, Wrocław: Biuro Literackie 2012[17]
- John Cage Przeludnienie i sztuka, Wrocław: Biuro Literackie 2012[18]
- James Schuyler Trzy poematy, Wrocław: Biuro Literackie 2012 (z Bohdanem Zadurą i Marcinem Sendeckim)[19]
- Edmund White Zapominanie Eleny, Wrocław: Biuro Literackie 2013 (z Szymonem Żuchowskim)[20]
- Elizabeth Bishop Santarém, Stronie Śląskie: Biuro Literackie 2018[21]